# Kaiserin Elisabeth Museum

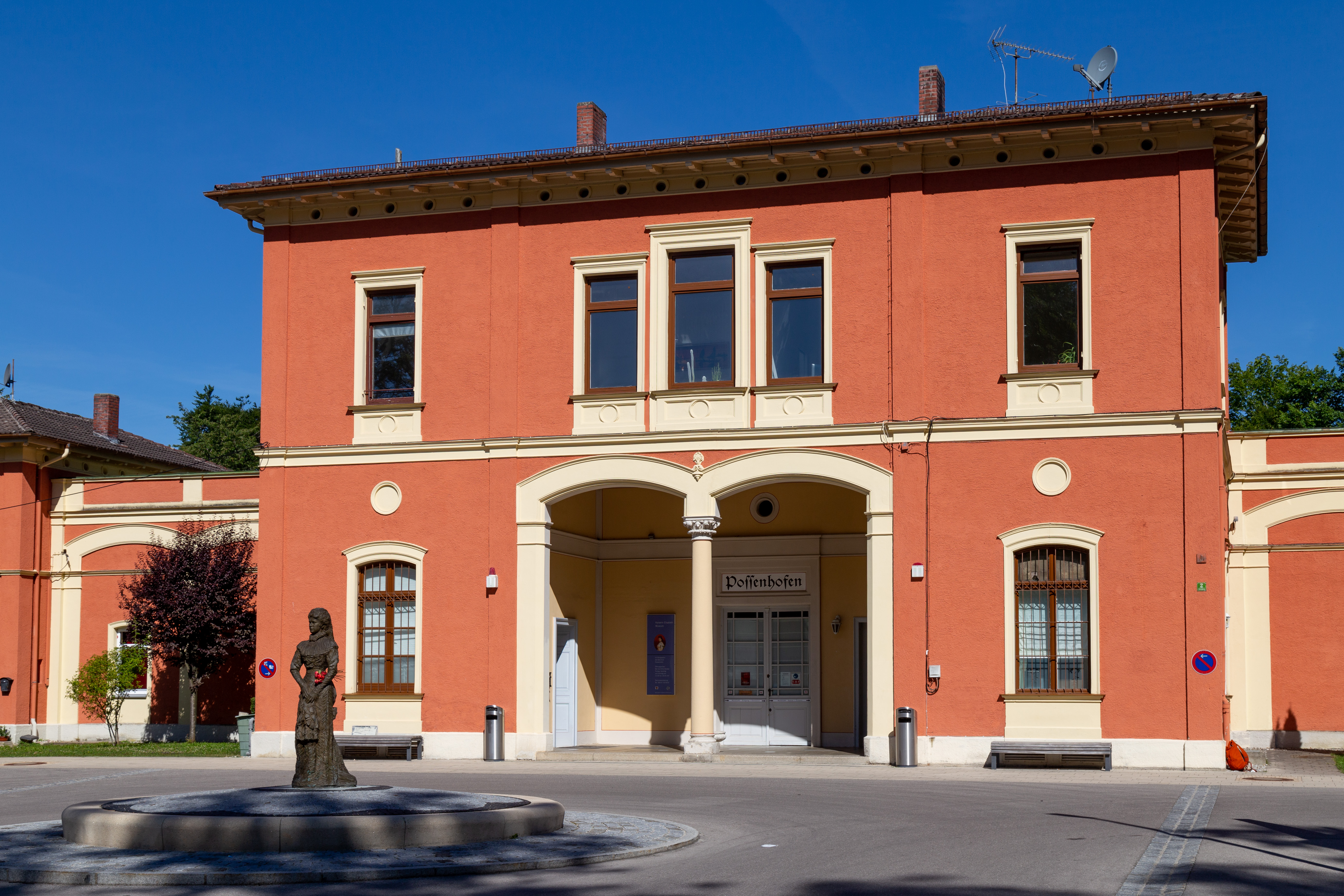
Kaiserin Elisabeth Museum

Das Kaiserin Elisabeth Museum in Pöcking ist ein Museum, das Kaiserin Elisabeth von Österreich-Ungarn gewidmet ist. Es befindet sich im historischen Bahnhof Possenhofen.

## Gebäude

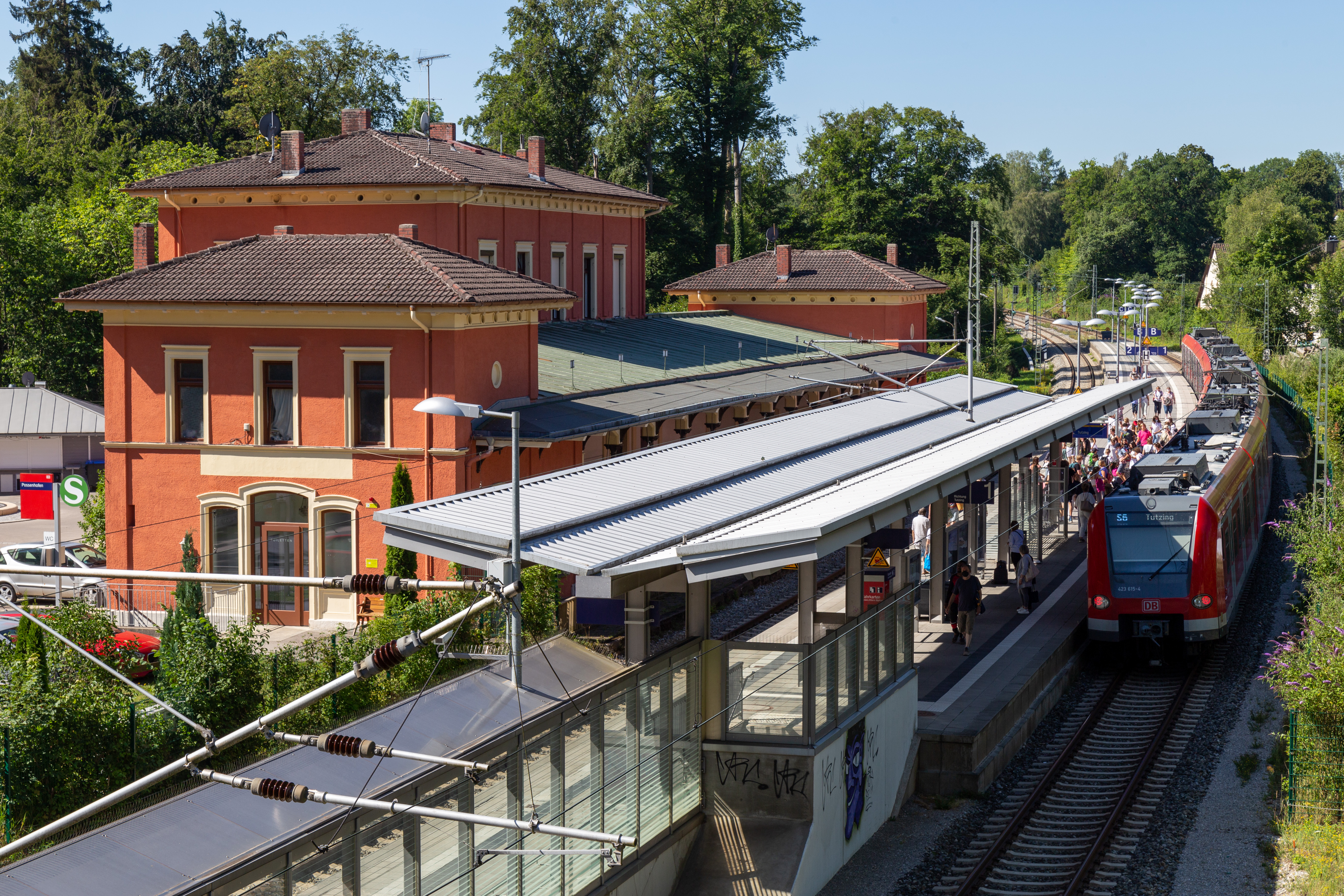
Das Kaiserin Elisabeth Museum befindet sich im historischen Bahnhof Possenhofen

Der Bahnhof Possenhofen, heute in Privatbesitz, wurde in der Nähe des herzoglichen Schlosses Possenhofen von König Max II. von Bayern geplant. Nach dessen Tod 1864 ließ König Ludwig II. die Bahnstrecke bis nach Tutzing ausbauen. Zum Bau der Bahnhöfe Possenhofen und Feldafing wurden Abbruch- und Ziegelsteine verwendet, die von dem im Bau befindlichen Schlossbau im Feldafinger Lenné-Park stammten. König Ludwig II. hatte kein Interesse an dem riesigen Schlossprojekt seines Vaters und ließ es zugunsten der beiden Bahnhöfe abreißen. Der Bahnhof Possenhofen wurde von dem Architekten Georg von Dollmann geplant, der dann später für Ludwig II. auch die Schlösser Neuschwanstein, Linderhof und Herrenchiemsee baute, und steht heute unter Denkmalschutz. Durch den Bau des Bahnhofs war Herzog Max in Bayern, der damalige Besitzer des Schlosses Possenhofen am Starnberger See, auf kurzem Wege mit der Residenzstadt München verbunden, so dass die herzogliche Familie zwischen ihren zwei Wohnsitzen München und Possenhofen pendeln konnte.

## Elisabeth von Österreich-Ungarn

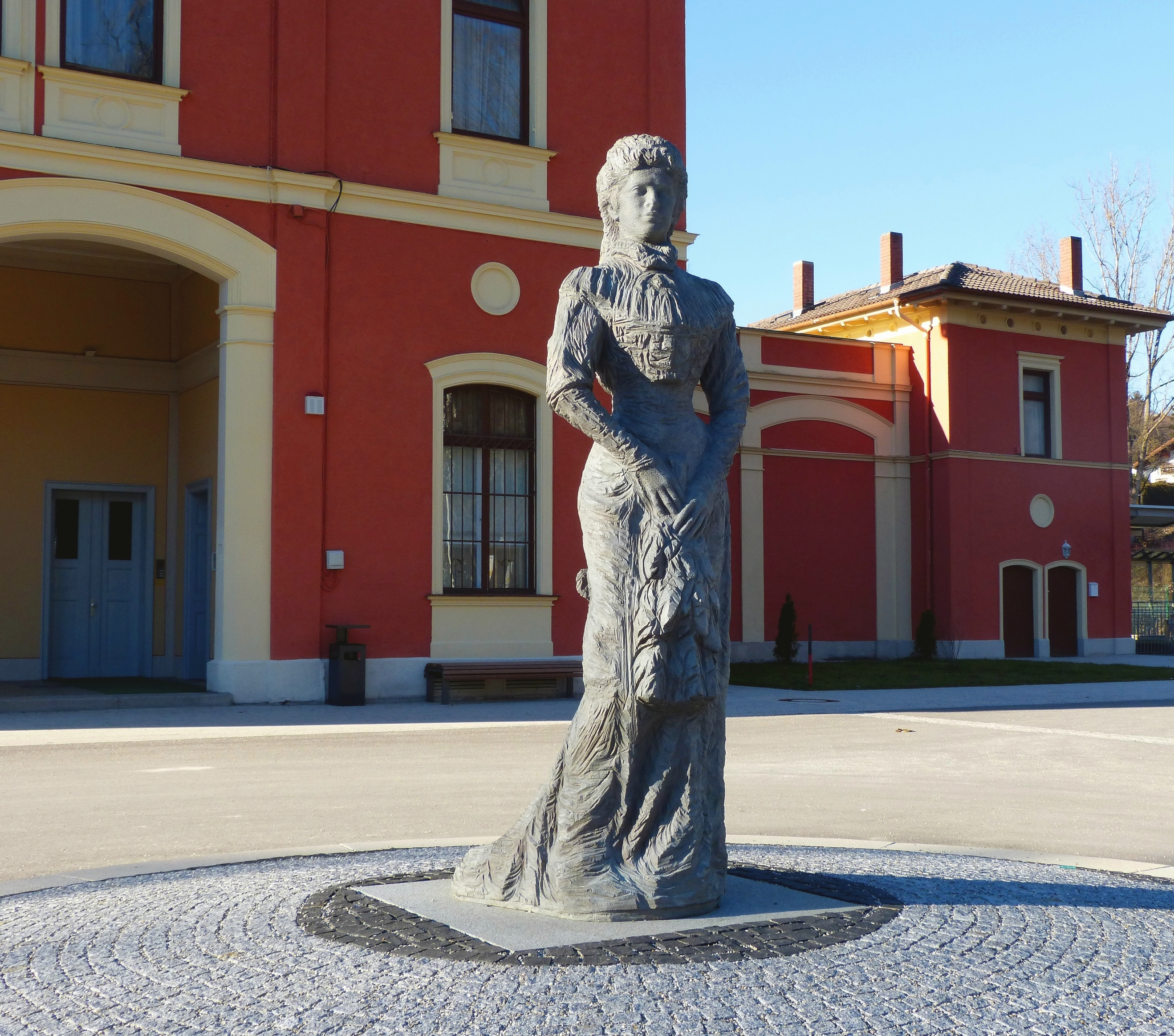
Bronzestatue der Kaiserin Elisabeth von Österreich-Ungarn vor dem Museum

Kaiserin Elisabeth von Österreich-Ungarn kam erstmals im Juli 1869 in ihrem Salonwagen in Possenhofen an. Im Bahnhof befand sich ein elegant mit Seidentapeten und reichem Stuck verzierter sowie mit Deckengemälde-Medaillons dekorierter herrschaftlicher Wartesalon. Zu diesem Wartesalon gehörte auch ein öffentlicher Telefonraum mit zusätzlichem direktem Zugang vom Wartesalon aus. Die Herrschaften konnten sich außerdem in einem Toilettenraum frisch machen und schminken, zu dem auch eine kleine Toilette gehörte. Vom Bahnhof fuhren Kutschen zum Schloss Possenhofen, das auch in zehn Minuten zu Fuß erreichbar ist.

## Museum
Das 1998 eröffnete Kaiserin Elisabeth Museum der Gemeinde Pöcking befindet sich im Erdgeschoss des historischen Bahnhofs Possenhofen. Am Eingang befindet sich ein Bild des thronenden jugendlichen Königs Ludwig II., ein 1912 entstandenes Lindenholz-Modell für ein Denkmal vom Münchner Bildhauer Eduard Beyrer (1866–1934), das aber nie zur Ausführung kam. Dadurch soll ein Bezug zur Historie des Bahnhofs Possenhofen hergestellt werden, in dessen Königssalon das Museum untergebracht ist.
Die Ausstellung befasst sich mit dem Leben von Elisabeth von Österreich-Ungarn ab ihrer Jugendzeit in München und Possenhofen bis zu ihrer Ermordung am Genfer See.
Seit Oktober 2013 schmückt eine Statue der Kaiserin Elisabeth von Österreich-Ungarn den Platz vor dem Museum. Sie ist ein in Bronze gegossenes Werk des Pöckinger Holzbildhauers Jozek Nowak, der die Figur aus einem ein Meter dicken und etwa zwei Meter hohen Stamm einer Platane schuf.
Das Museum ist von Mai bis Mitte Oktober an Wochenenden und Feiertagen geöffnet.

## Museumsverein
Ein Museumsverein will das Andenken an Kaiserin Elisabeth lebendig halten und das Museum ideell und materiell unterstützen.